# AK Grobnik
Auto klub Grobnik, hrvatski automobilistički klub iz Dražica. Uspješni vozači iz ovog kluba su Damir Juretić, Mauro Hlača, Siniša Filčić, Daniel Čotra. Klub je uspješan u autocrossu. Suorganizira međunarodnu Autocross Nagradu Hrvatske na stazi Kućanu Gornjem.

## Vanjske poveznice
- AK Grobnik  Arhivirana inačica izvorne stranice od 4. siječnja 2019. (Wayback Machine)
- Racing.hr  Arhivirana inačica izvorne stranice od 5. prosinca 2020. (Wayback Machine)